# Cîmpia Nistrului Inferior
Cîmpia Nistrului Inferior är en slätt i Moldavien.   Den ligger i distriktet Unitatea Teritorială din Stînga Nistrului, i den östra delen av landet, i regionen Transnistrien. På slätten förekommer främst jordbruksmark.